# Thioxantheen
Thioxantheen is een organische heterocyclische verbinding, met de structuur van xantheen maar met een zwavelatoom in plaats van het zuurstofatoom in xantheen. Thioxantheen is het resultaat van de reductie van thioxanthon (thioxantheen-9-on).

## Derivaten
Derivaten van thioxantheen worden gezamenlijk aangeduid als thioxanthenen. Een aantal hiervan zijn psychotherapeutische middelen voor de behandeling van schizofrenie en psychosen. Voorbeelden:
- Chloorprotixeen
- Flupentixol
- Zuclopentixol

Een vergelijkbare groep zijn de fenothiazines. Het verschil is dat deze een stikstofatoom hebben in positie 10, dit is tegenover het zwavelatoom.